# 大湾区财富通
《大湾区财富通》是广东广播电视台新闻频道和珠江经济台联合制作的一周财经资讯节目，其前身是由广东广播电视台珠江经济台與Now TV旗下now財經台聯合製作的《粵港財富通》。
此節目於2014年11月23日配合沪港通開通而啟播，逢周日起粵港兩地同步播出。2017年4月30日起，该节目开始在澳門有線電視互動新聞台播出。2017年11月起，now财经台不再参与制作本节目，该節目停止於now財經台及ViuTV播放。《粤港财富通》在2019年3月31日播出最后一期后停播，并在同年7月20日更名《大湾区财富通》后重新开始播出。
2024年6月23日，《大湾区财富通》正式更名为《大湾区经济新闻》。

## 节目內容

### 粤港财富通时期
節目開頭由廣州一方讀出節目提要，然後由廣州主持與香港主持進行對話。
第一部分播出《一周財經熱話》，先由廣州記者旁述報道，然後由now新聞部主播旁述香港記者報道。
第二部分前半播出《樓市兩邊睇》，同樣先由廣州記者旁述報道，然後由now新聞部主播旁述香港記者報道；後半播出《投資有道》，每周香港廣州輪流報道。
最後兩位主持提供下周重要財經消息關注。
2017年11月起，now财经台不再参与制作本节目，所有板块内容均由广州一方完成。

### 大湾区财富通时期
第一部分继续播出《一周财经热话》，主要播出大湾区的财经信息。第二部分前半播出《湾区多面睇》，聚集大湾区生活消费的热点；后半播出《滚雪球》，介绍金融、人文、科技等领域的新概念。

## 播出時段
如該星期日經中華人民共和國國務院「調休」後為內地的上班日，當日節目通常會暫停播映。
| 节目名称         | 时间         | 广东广播电视台  | 广东广播电视台                                  | 广东广播电视台  | 广东广播电视台  | Now TV          | Now TV          | 澳門有線電視    |
| 节目名称         | 时间         | 新闻频道        | 南方卫视                                        | 股市广播        | 珠江经济台      | now财经台       | ViuTV           | 互动新闻台      |
| ---------------- | ------------ | --------------- | ----------------------------------------------- | --------------- | --------------- | --------------- | --------------- | --------------- |
| 《粤港财富通》   | 2014年11月起 | 周日09:35-10:00 | 上星版：周日18:00-18:30 地面版：周日23:35-24:00 | 周一07:10-07:30 | -               | 周日20:00-20:30 | -               | -               |
| 《粤港财富通》   | 2016年4月起  | 周日09:35-10:00 | 上星版：周日18:00-18:30 地面版：周日23:35-24:00 | 周一07:10-07:30 | -               | 周日20:00-20:30 | 周日18:30-19:00 | -               |
| 《粤港财富通》   | 2017年1月起  | 周日15:30-16:00 | 上星版：周日18:00-18:30 地面版：周日23:35-24:00 | 周一07:10-07:30 | -               | 周日20:00-20:30 | 周日18:30-19:00 | -               |
| 《粤港财富通》   | 2017年4月起  | 周日15:30-16:00 | 上星版：周日18:00-18:30 地面版：周日23:35-24:00 | 周一07:10-07:30 | -               | 周日20:00-20:30 | 周日18:30-19:00 | 周日21:00-21:30 |
| 《粤港财富通》   | 2017年8月起  | 周日12:35-13:00 | 上星版：周日18:00-18:30 地面版：周日23:35-24:00 | 周一07:10-07:30 | -               | 周日20:00-20:30 | 周日18:30-19:00 | 周日21:00-21:30 |
| 《粤港财富通》   | 2017年11月起 | 周日12:35-13:00 | 上星版：周日18:00-18:30 地面版：周日23:35-24:00 | 周一07:10-07:30 | -               | -               | -               | 周日21:00-21:30 |
| 《粤港财富通》   | 2018年1月起  | 周日15:30-16:00 | 上星版：周日18:00-18:30 地面版：周日23:35-24:00 | 周一07:10-07:30 | -               | -               | -               | 周日21:00-21:30 |
| 《粤港财富通》   | 2018年5月起  | -               | 上星版：周日18:00-18:30 地面版：周日23:20-23:50 | -               | -               | -               | -               | 周日21:00-21:30 |
| 节目停播         | 2019年4月起  | -               | -                                               | -               | -               | -               | -               | -               |
| 《大湾区财富通》 | 2019年7月起  | 周六17:30-18:00 | -                                               | -               | 周六13:30-14:00 | -               | -               | 周日21:00-21:30 |

## 主持
- 章艺（珠江经济台DJ）
- 何毅（股市广播DJ）

## 外部連結
- 粤港财富通的新浪微博
- 广东广播电视台荔枝网 - 大湾区财富通（页面存档备份，存于）
- ViuTV網站 - 粵港財富通（页面存档备份，存于）（只提供最近三個月集數，现已失效）
- now.com - 粵港財富通（页面存档备份，存于）（已失效）